# Liste der Kulturdenkmäler in Langenfeld (Eifel)
In der Liste der Kulturdenkmäler in Langenfeld sind alle Kulturdenkmäler der rheinland-pfälzischen Ortsgemeinde Langenfeld aufgeführt. Grundlage ist die Denkmalliste des Landes Rheinland-Pfalz (Stand: 27. Oktober 2023).

## Einzeldenkmäler
| Bezeichnung                          | Lage                                                | Baujahr                 | Beschreibung                                                                                                 | Bild                                    |
| ------------------------------------ | --------------------------------------------------- | ----------------------- | --- | --------------------------------------- |
| Katholische Pfarrkirche St. Quirinus | Kirchstraße Lage                                    | 1894/98                 | Bruchsteinhalle, 1894/98, Architekt Gerhard Franz Langenberg, Bonn                                           | weitere Bilder Fotos hochladen          |
| Alte Kirche St. Quirin               | Mayener Straße Lage                                 | nach 1400               | Saalbau, Turm wohl nach 1400, Chor 1704, Langhaus 1760, Tür bezeichnet 1813; Gesamtanlage mit altem Friedhof | weitere Bilder Fotos hochladen          |
| Grabkreuze                           | Mayener Straße, auf dem alten Friedhof Lage         | 16. bis 18. Jahrhundert | 19 Grabkreuze, 16. bis 18. Jahrhundert                                                                       | Fotos hochladen                         |
| Kapelle                              | Tannenweg Lage                                      | 1868                    | Kapelle, bezeichnet 1868; Wegekreuz, bezeichnet 1589 und 1703                                                | Fotos hochladen                         |
| Wegekreuz                            | außerhalb des Ortes                                 |                         | Wegekreuzfragment, Nischentyp                                                                                | Direkt Bild zu diesem Denkmal hochladen |
| Wegekreuz                            | nördlich des Ortes an der L 10 (Adenau Straße) Lage | 1768                    | Wegekreuz, bezeichnet 1768                                                                                   | BW                                      |
| Wallfahrtskapelle St. Jost           | südlich des Ortes im Nitztal Lage                   | um 1400                 | zweischiffige Basilika, wohl um 1400; Grabkreuz, 18. Jahrhundert; Wegekreuz, bezeichnet 1791                 | weitere Bilder Fotos hochladen          |
| Wegekreuz                            | südöstlich des Ortes an der L 10 Lage               | 1734                    | Wegekreuz, bezeichnet 1734                                                                                   | BW                                      |